# Neoarchaik
Neoarchaik (ang. Neoarchean)
- w sensie geochronologicznym: czwarta, najmłodsza era archaiku, trwająca 300 milionów lat (od 2800 do 2500 milionów lat temu). Neoarchaik jest młodszy od mezoarchaiku a starszy od paleoproterozoiku.

- w sensie chronostratygraficznym: czwarty eratem eonotemu archaicznego, wyższy od mezoarchaiku a niższy od paleoproterozoiku.

W Neoarchaiku prawdopodobnie powstał pierwszy superkontynent, utworzony z Laurentii, Baltiki, zachodniej Australii oraz Namibii. Wtedy też być może rozpoczęła się fotosynteza tlenowa